# 周永福
周 永福（チュ・ヨンボク、しゅう えいふく、주영복、1927年9月30月 ~ 2005年3月14日）は大韓民国空軍の軍人。空軍参謀総長などの要職を歴任した。前任の空軍参謀長である金斗萬や玉満鎬と同様に陸軍少年飛行兵第15期生であった。創氏改名による日本名は周山永福。本貫は尚州周氏。

## 経歴
- 1950年4月25日 - 飛行団第1中隊所属
- 1950年8月26日 - 偵察飛行隊操縦班所属
- 1951年8月1日 - 第1戦闘飛行団第10戦闘戦隊人事将校
- 1952年1月31日 - 第1戦闘飛行団第10戦闘戦隊第14訓練大隊所属
- 1952年9月24日 - 第1戦闘飛行団第15教育戦隊第2教育隊隊長
- 1954年1月20日 - 第10戦闘飛行団第10戦闘戦隊副戦隊長
- 1955年10月15日 - 第10戦闘飛行団第10戦闘戦隊長
- 1957年9月15日 - 空軍本部監察監
- 1958年5月1日 - 空軍本部人事局長
- 1959年4月1日 - 空軍本部作戦局長
- 1960年7月20日 - 第11戦闘飛行団長
- 1963年7月1日 - 空軍士官学校校長
- 1964年1月15日 - 空軍本部企画局長
- 1964年8月5日 - 第10戦闘飛行団長
- 1966年12月3日 - 空軍軍需司令官
- 1970年7月10日- 空軍作戦司令官
- 1971年9月5日 - 空軍参謀次長
- 1974年8月1日 - 空軍参謀総長
- 1979年4月13日 - 予備役編入
- 1979年12月14日 - 国防部長官
- 1983年7月7日 - 内務部長官[1]
- 1997年4月 - 粛軍クーデターと光州事件における反乱・内乱重要任務従事により懲役7年の刑を宣告

## 学歴
- 1944年7月20日 - 大刀洗陸軍飛行学校卒業
- 1950年4月25日 - 韓国空軍士官学校招集第2期卒業
- 1956年12月30日 - アメリカ空軍大学修了
- 1962年7月23日 - 韓国国防大学院修了

## 参考
- 佐々木春隆 (1976), 朝鮮戦争/韓国篇 上巻 建軍と戦争の勃発前まで, 原書房
- 裴淵弘 (2009), 朝鮮人特攻隊 「日本人」として死んだ英霊たち, 新潮社, ISBN 978-4-10-610342-1
- “第13代参謀総長周永福”.   大韓民国空軍. 2015年9月14日閲覧。
- “周永福前国防長官死去” (朝鮮語). 毎日新聞. (2005年3月15日) 2015年9月14日閲覧。

| 軍職        | 軍職                                                 | 軍職        |
| ----------- | ---------------------------------------------------- | ----------- |
| 先代 朴熙東 | 大韓民国空軍士官学校校長 第10代：1963.7.1 - 1964.1.1 | 次代 張志良 |
| 先代 玉満鎬 | 大韓民国空軍参謀総長 第13代：1974.8.1 - 1979.4.13    | 次代 尹子重 |
| 公職        |                                                      |             |
| 先代 盧載鉉 | 大韓民国国防部長官 第22代：1979.12.14 - 1982.5.21    | 次代 尹誠敏 |
| 先代 盧泰愚 | 大韓民国内務部長官 第42代：1983.7.7 - 1985.2.18      | 次代 鄭石謨 |